# Tai-Pan (videogioco)
Tai-Pan è un videogioco gestionale e d'azione, tratto con licenza ufficiale dal romanzo Tai-Pan del 1966, pubblicato nel 1987 per i computer Amstrad CPC, Atari ST, Commodore 64, MSX e ZX Spectrum dalla Ocean Software. Alcune pubblicità elencavano anche una versione per PC IBM compatibile, ma mancano evidenze della sua effettiva pubblicazione. Il gioco è ambientato a metà del XIX secolo nei mari della Cina, all'epoca brulicanti di navi mercantili occidentali, dedite anche al contrabbando e alla pirateria.

## Trama
Il gioco inizia a Canton (Guangzhou) nel 1841. Si entra nei panni del protagonista del romanzo Dirk Struan, un commerciante scozzese attualmente senza soldi né mezzi, che ambisce a diventare Tai-Pan ("capo supremo" in cantonese), termine che indicava i più ricchi e potenti mercanti stranieri. Dopo aver ottenuto un prestito da un cinese incontrato in un ristorante, Dirk è in grado di acquistare una nave e iniziare a condurre a propria discrezione traffici leciti e illeciti. Entro sei mesi deve ripagare il debito, pena la morte. Il commercio continua tra molti porti di Cina, Corea e Giappone fino all'eventuale morte di Dirk o al ritiro volontario; al termine dell'avventura si possono raggiungere vari status, fino a quello massimo di Tai-Pan, in base alle ricchezze accumulate.

## Modalità di gioco

### A terra
All'inizio del gioco, e ogni volta che si sbarca in un porto, si controlla il protagonista a piedi per le vie della città. Ciascuna città è un labirinto di una trentina di schermate con visuale frontale sugli edifici. Le città hanno conformazioni diverse, ma sono esteticamente tutte simili. Il protagonista può muoversi in orizzontale e in profondità lungo le strade, per passare da una schermata all'altra, entrare in alcuni degli edifici, interagire con anonimi personaggi che si aggirano per le vie. A comando si può mettere in pausa l'azione per utilizzare le icone disponibili in fondo allo schermo: acquisto, vendita, prendere/lasciare, salvataggio. Le transazioni dentro edifici o con personaggi avvengono generalmente con finestre di testo.
Dopo aver ottenuto il prestito, si può acquistare in banca una dei tre tipi di navi disponibili: lorcha (più piccola, veloce, economica e meno armata, avvantaggiata nel contrabbando), clipper (media, lo standard dei commercianti) e fregata (più grande, lenta e armata, avvantaggiata nella pirateria, inizialmente troppo costosa). Ogni nave necessita di un certo numero di marinai, che si possono assumere regolarmente alla taverna oppure prendere a bordo con la forza stordendoli con una manganellata. Il metodo forzato riesce meglio con marinai ubriachi o esausti; c'è però il rischio di essere arrestati dalle guardie e finire in prigione per molti giorni e al terzo arresto essere giustiziati, inoltre i marinai sequestrati sono più a rischio di ammutinamento.
Presso alcuni negozi si acquistano l'equipaggiamento per la nave, le munizioni per cannoni e moschetti e le merci da trasportare (tè, giada e seta), nei limiti della capienza della stiva. Le merci si potranno rivendere presso altre città portuali dove i prezzi sono più alti per ottenere un profitto, ma le posizioni dei porti e i prezzi non sono noti a priori. Si può inoltre commerciare con i contrabbandieri, che è possibile incontrare in città o scoprendo un loro covo; con le merci di contrabbando si ottengono grossi profitti, ma se vengono scoperte dalle guardie si finisce in prigione.
In alcuni edifici si trovano le bische (non presenti in tutte le versioni del gioco; ad esempio per Amstrad solo in versione disco e per Spectrum solo in versione 128k) dove si può tentare il gioco d'azzardo. Si scommette su una tra sei pile di tessere di diverso simbolo e colore; in modo casuale vengono estratte nuove tessere che accrescono le pile e la prima che arriva all'altezza massima vince.

### In mare
Quando, avendo una nave equipaggiata, ci si reca al porto, la visuale cambia per la fase di navigazione. La nave è mostrata dall'alto su una mappa a scorrimento multidirezionale e il giocatore la muove con controllo rotatorio, risentendo di un indicatore variabile del vento. Le icone delle azioni disponibili in questa fase sono: issare e ammainare le vele, usare il cannocchiale (se posseduto), vedere la mappa a grande scala di tutto lo scenario (se posseduta), combattere, nutrire l'equipaggio; il cibo in particolare, da acquistare in precedenza, è fondamentale per evitare l'indebolimento e l'eventuale morte per scorbuto o l'ammutinamento dei marinai.
Il combattimento navale può aver luogo se si assale o si viene assaliti da altre navi incontrate sulla mappa. Prima si combatte con i cannoni, con visuale in prima persona sulla nave avversaria che passa di fronte, scegliendo il cannone e l'alzo e sparando al momento giusto. Una nave avversaria danneggiata, ma non tanto da affondare, può quindi essere abbordata, con un combattimento tra marinai con spade o moschetti, simile a Gauntlet; si controlla un solo personaggio, e ogni volta che perde una vita si perde un membro del proprio equipaggio, mentre i marinai nemici sono personaggi distinti e l'obiettivo è uccidere il capitano. Se si ha successo si saccheggia il carico della nave avversaria oppure, se ha ancora equipaggio vivo sufficiente, se ne può entrare in possesso e farla lavorare automaticamente come mercantile per proprio conto. Se è invece la propria nave a essere abbordata, nella sequenza di difesa la visuale è di lato e il personaggio si sposta in orizzontale con l'obiettivo di uccidere un certo numero di assalitori man mano che balzano a bordo. Durante gli abbordaggi, sia in attacco sia in difesa, le icone permettono di selezionare spada o moschetto, quest'ultimo a lungo raggio ma con munizioni limitate.